# Пахомовский Пыщуг
Пахомовский Пыщуг — река в России, протекает по Никольскому району Вологодской области и Пыщугскому району Костромской области. Устье реки находится в 74 км от устья реки Пыщуг по левому берегу. Длина реки составляет 28 км, площадь водосборного бассейна — 130 км².
В 14 км от устья впадает правый приток Ширенский Пыщуг.

## Течение
Исток реки расположен в Вологодской области северо-западнее деревни Лесная Роща (Пермасское сельское поселение) в 33 км к юго-востоку от Никольска. Неподалёку находятся истоки небольших притоков реки Юг, здесь проходит водораздел бассейнов Волги и Северной Двины.
Река течёт на юг. Верхнее и среднее течение проходит по ненаселённому заболоченному лесу. В среднем течении на протяжении километра образует границу Вологодской и Костромской областей, затем втекает на территорию Костромской области. В нижнем течении близ реки стоят деревни Козловка и Дунаево. Крупнейшие притоки — Ширенский Пыщуг (правый) и Сазоновка (левый). Впадает в Пышуг неподалёку от деревни Сливаловцы.

## Данные водного реестра
По данным государственного водного реестра России относится к Верхневолжскому бассейновому округу, водохозяйственный участок реки — Ветлуга от истока до города Ветлуга, речной подбассейн реки — Волга от впадения Оки до Куйбышевского водохранилища (без бассейна Суры). Речной бассейн реки — (Верхняя) Волга до Куйбышевского водохранилища (без бассейна Оки).
Код объекта в государственном водном реестре — 08010400112110000041547.